# Niedźwiedź Wielkopolski
Niedźwiedź Wielkopolski – przystanek kolejowy na linii kolejowej nr 272 znajdujący się na pograniczu wsi Niedźwiedź i  Marydół, w województwie wielkopolskim, w Polsce. Znajdują się tu 2 perony.

## Ruch pasażerski
| Rok  | Wymiana pasażerska na dobę |
| ---- | -------------------------- |
| 2017 | 20-49                      |
| 2022 | 50-99                      |

## Położenie i nazewnictwo
Swoją nazwę przystanek bierze od okolicznej wsi Niedźwiedź. Administracyjnie jeden z peronów leży na terenie wsi Niedźwiedź, a jeden na terenie wsi Marydół.
Przymiotnik "wielkopolski" w nazwie przystanku służy w celu odróżnienia go od stacji kolejowej Niedźwiedź w województwie małopolskim.
W latach okupacji niemieckiej przystanek nazywał się Bärwalde. W latach 1945–1962 nosił nazwę Korpysy - od leżącej ok. 5 km dalej wsi.

## Infrastruktura
Do przystanku przynależą dwa perony - każdy z jedną krawędzią peronową. Różnią się od siebie znacząco jeśli chodzi o ich stan techniczny. Peron przy torze nr 1, w kierunku Poznania, wyremontowany podczas rewitalizacji toru nr 1 w 2015 roku,  ma wysokość 550 mm. Peron przy torze nr 2, w kierunku Kluczborka, pochodzi ze starszego okresu i charaktersuje się dużo gorszym stanem technicznym i niższą wysokością - 300 mm.